# Vitalna kapaciteta
Vitalna kapaciteta (VK, angl. VC, okrajšano od vital capacity) je prostornina izdihanega zraka pri skrajnem izdihu po skrajnem vdihu.
Normalna vrednost vitalne kapacitete za odraslega človeka je od 3 do 5 litrov in je odvisna od starosti, spola, višine, telesne mase in rase.

## Pomen v diagnostiki
Merjenje vitalne kapacitete pljuč je lahko pomemben dejavnik pri diferencialni diagnostiki pljučnih bolezni. Pri obstruktivni pljučni bolezni je pljučna kapaciteta normalna ali le blago zmanjšana.

## Ocenjene normalne vrednosti
| Višina                   | 150–155 cm | 155–160 cm | 160–165 cm | 165–170 cm | 170–175 cm | 175–180 cm |
| Vitalna kapaciteta (cm3) | 2900       | 3150       | 3400       | 3720       | 3950       | 4300       |

| Starost                  | 15–25 | 25–35 | 35–45 | 45–55 | 55–65 |
| Vitalna kapaciteta (cm3) | 3425  | 3500  | 3225  | 3050  | 2850  |

### Formula za izračun
Vitalna kapaciteta se povečuje z naraščajočo telesno višino ter se zmanjšuje s starostjo. Formuli za oceno vrednosti vitalne kapacitete pri moških in ženskah sta:

{\displaystyle {\begin{aligned}VK_{zenske}=(21,78-0,101a)\cdot v\\VK_{moski}=(27,63-0,112a)\cdot v\\\end{aligned}}}

pri čemer je {\displaystyle VC} približek vitalne kapacitete v cm3, {\displaystyle a} je starost v letih, {\displaystyle v} pa višina v cm.